# Уолш, Рой
Рой Уолш (англ. Roy Walsh; сентябрь 1949, Белфаст — 16 октября 2024, Белфаст) — волонтёр «временного» крыла Ирландской республиканской армии, получивший пожизненный срок за участие в теракте в Олд-Бэйли, приведшем к гибели одного человека от сердечного приступа во время взрыва и более 200 раненым.

## Биография
Уолш вступил в ряды ИРА в начале беспорядков августа 1969 года в Белфасте: в ходе беспорядков была дотла сожжена Бомбей-стрит группировкой лоялистов-протестантов, и около 1820 католических семей были эвакуированы. Британская армия направила свои части для восстановления порядка. Уолш числился в Белфастской бригаде ИРА под руководством Джерри Адамса, в отряде численностью 11 человек, среди бойцов которого были такие деятели республиканского движения, как Джерри Келли, Хью Фини, сёстры Долорс и Мэриан Прайс. Все 11 человек получили приказ: организовать взрыв в Лондоне.
Изначально планировалось атаковать шесть целей в Лондоне, однако их число сократили до четырёх. Среди упомянутых целей было здание суда Олд-Бейли, которое должен был подорвать Уолш. 8 марта 1973 года Рой Уолш и Джерри Келли около 6 утра пригнали к зданию суда заминированный автомобиль с бомбой мощностью около 45 кг в тротиловом эквиваленте. Ещё три бомбы были заложены другими повстанцами в Лондоне и должны были сдетонировать одновременно. Незадолго до взрыва Уолш и ещё девять человек были арестованы в аэропорту Хитроу, куда они направлялись, чтобы покинуть территорию Великобритании. В 14:49 взорвалась бомба у суда: около 200 человек были ранены. Один человек умер от сердечного приступа.
14 ноября 1973 года Рой Уолш был признан судом виновным в терроризме и преступном сговоре и был приговорён к пожизненному лишению свободы. Он отбывал наказание в тюрьме Олбани и участвовал в тюремном бунте в мае 1983 года. В результате беспорядков в тюрьме несколько узников и офицеров были ранены. В 1994 году он был освобождён после помилования, отсидев в итоге 21 год — дольше него в тюрьмах пробыли только члены банды Бэлкомб-Стрит, ещё одного подразделения ИРА. В интервью Питеру Тейлору Уолш заявил, что не признаёт обвинения в покушении на убийство, поскольку его соратники предупреждали полицию о том, где именно ими была заложена бомба и когда она должна была сработать, но полиция проигнорировала их сообщения и не организовала эвакуацию.
Умер в Белфасте 16 октября 2024 года в возрасте 75 лет.